# Linde kyrka
 Linde kyrka är en kyrkobyggnad i Visby stift. Den är församlingskyrka i Linde församling.

## Kyrkobyggnaden
Linde romanska 1200-talskyrka påminner till det yttre om Levide kyrka eller Hangvars och Halls kyrkor i samma stift. Det är lätt att tro att kyrkan uppförts av grå kalksten i enhetligt sammanhang. Istället har det skett etappvis. Allra först vid slutet av 1100-talet eller början av 1200 byggdes kor och absid. Cirka fyra decennier senare uppfördes långhuset, vars kryssvalv bärs upp av en mittpelare. Vid mitten av 1200-talet tillkom slutligen tornet. Under 1300-talet försågs absiden med ett fönster i gotik. Triumfbågen vidgades och fick en spetsig utformning. Medeltida kalkmålningar pryder interiören. Här, liksom i flera andra gotländsk kyrkor, har den flitige 1400-talskyrkomålaren Passionsmästaren varit verksam med sin bildsvit ur Kristi lidandes historia. I tornkammaren och långhuset finns målningar från 1300-talet av apostlar, var och en i ädikula.

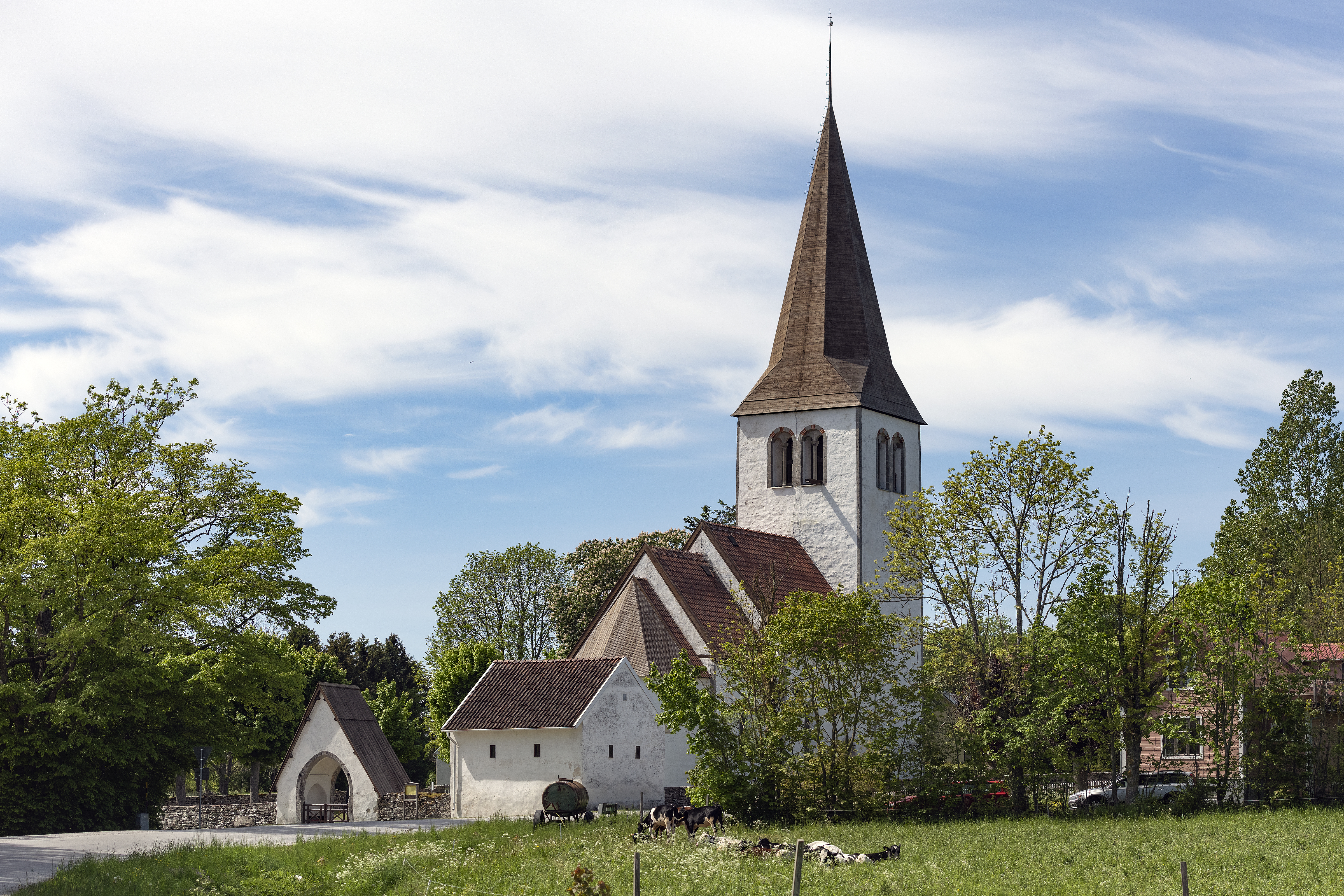
Linde kyrka

## Interiör
- Dopfunt. Foten av kalksten från 1100-talet utförd av Semibyzantios. Överdelen - Cuppan ev. 1200-tal. Målad under 1700-talet. Ytterligare en dopfunt med medeltida ursprung finns i Gotlands museum.
- Medeltida altare med relikgömma och skiva av kalksten med invigningskors.
- Altarskåp från 1521 av snidad förgylld ek. I mitten avbildas Nådastolen. Gud Fader håller i sina armar den törnekrönte Kristus. De flankeras i två fält av S:t Egidius och S:t Olof. De båda sidodörrarna pryds av snidade apostlar och helgon. Dörrarnas baksidor har bland annat målningar ur helgonlegender.
- Predikstol utförd under 1600-talets slut och målad 1700.
- Bänkinredningen från 1700-talet utgörs av fyra slutna bänkkvarter.

## Orgel
- 1858 byggde Olof Niclas Lindqvist, Visby, en orgel med 5 stämmor.
- En ny orgeln inköptes 1901 från Åkerman & Lund Orgelbyggeri, Stockholm. Orgelhusets fasad är från 1858 års orgel och präglad av nygotik. Orgeln är mekanisk.

| Manual            | Pedal   | Koppel     |
| Principal 8’      | Bihängd | Man/Ped    |
| Borduna 8’        |         | Man 4'/Man |
| Melodia 8’        |         |            |
| Salicional 8'     |         |            |
| Gemshorn 4'       |         |            |
| Crescendosvällare |         |            |

## Bildgalleri

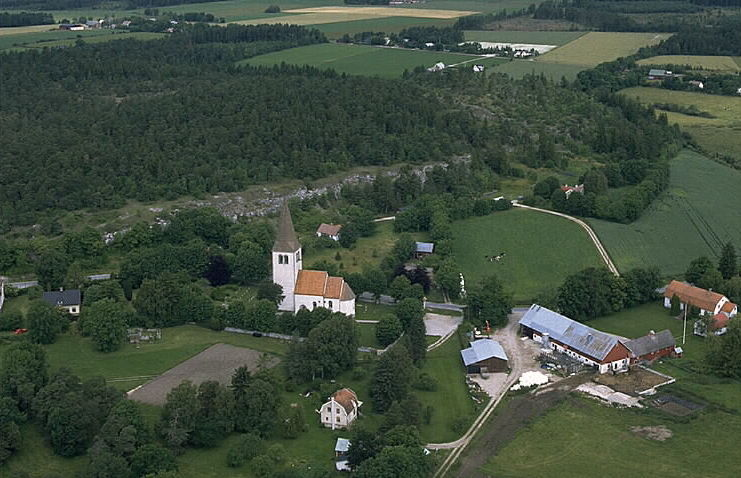
Kyrkan i landskapet.
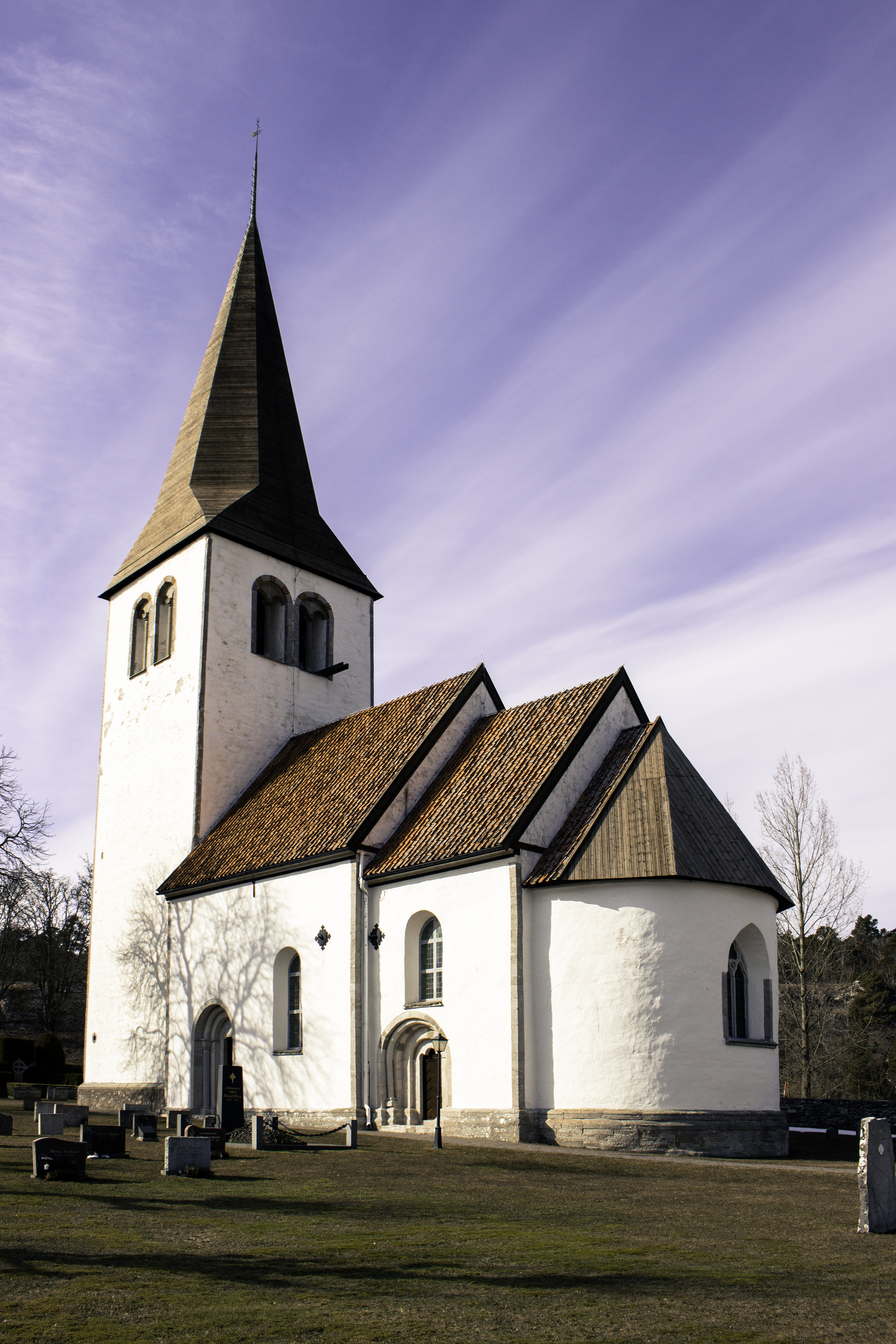
Kyrkan från sydöst.
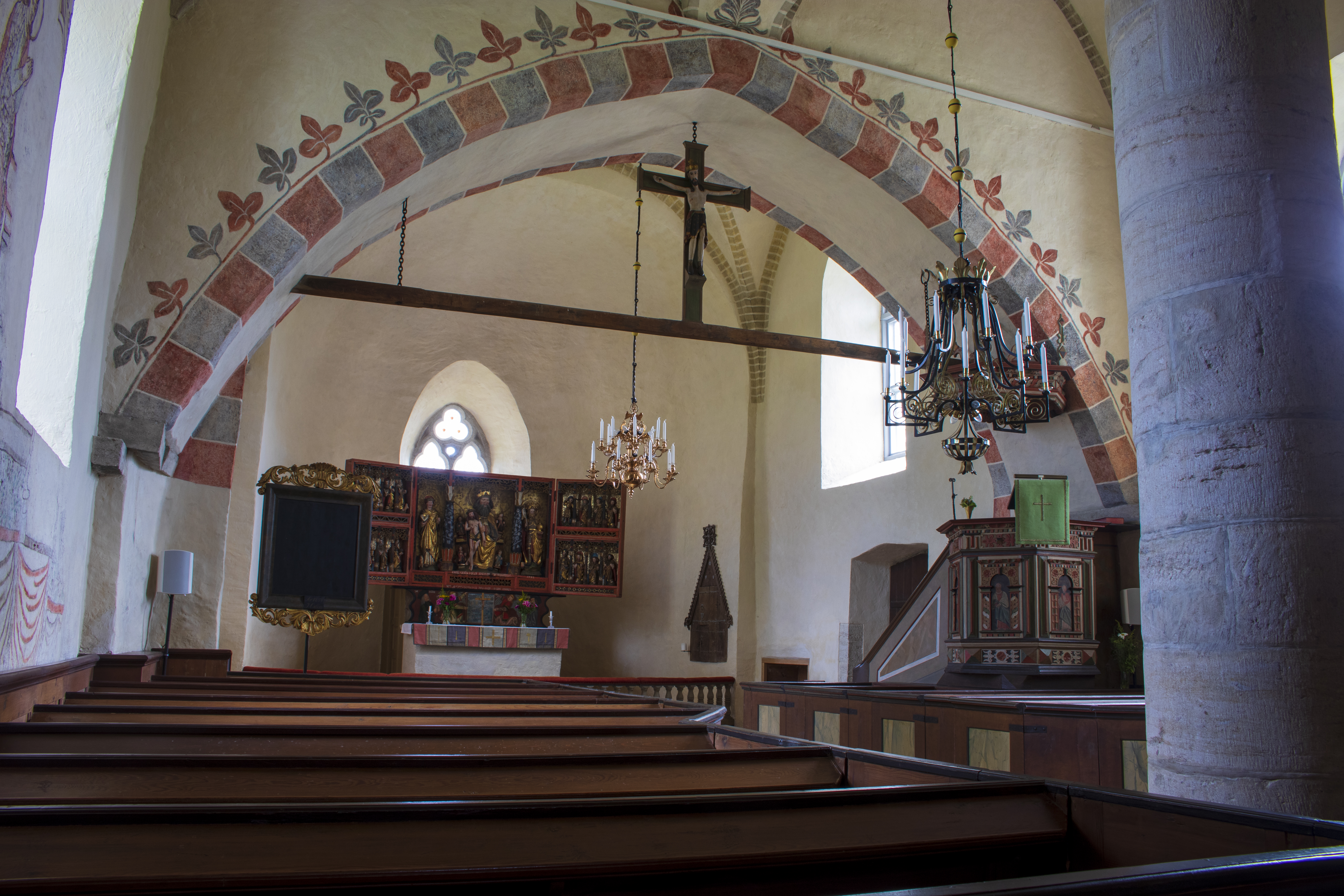
Interiör.
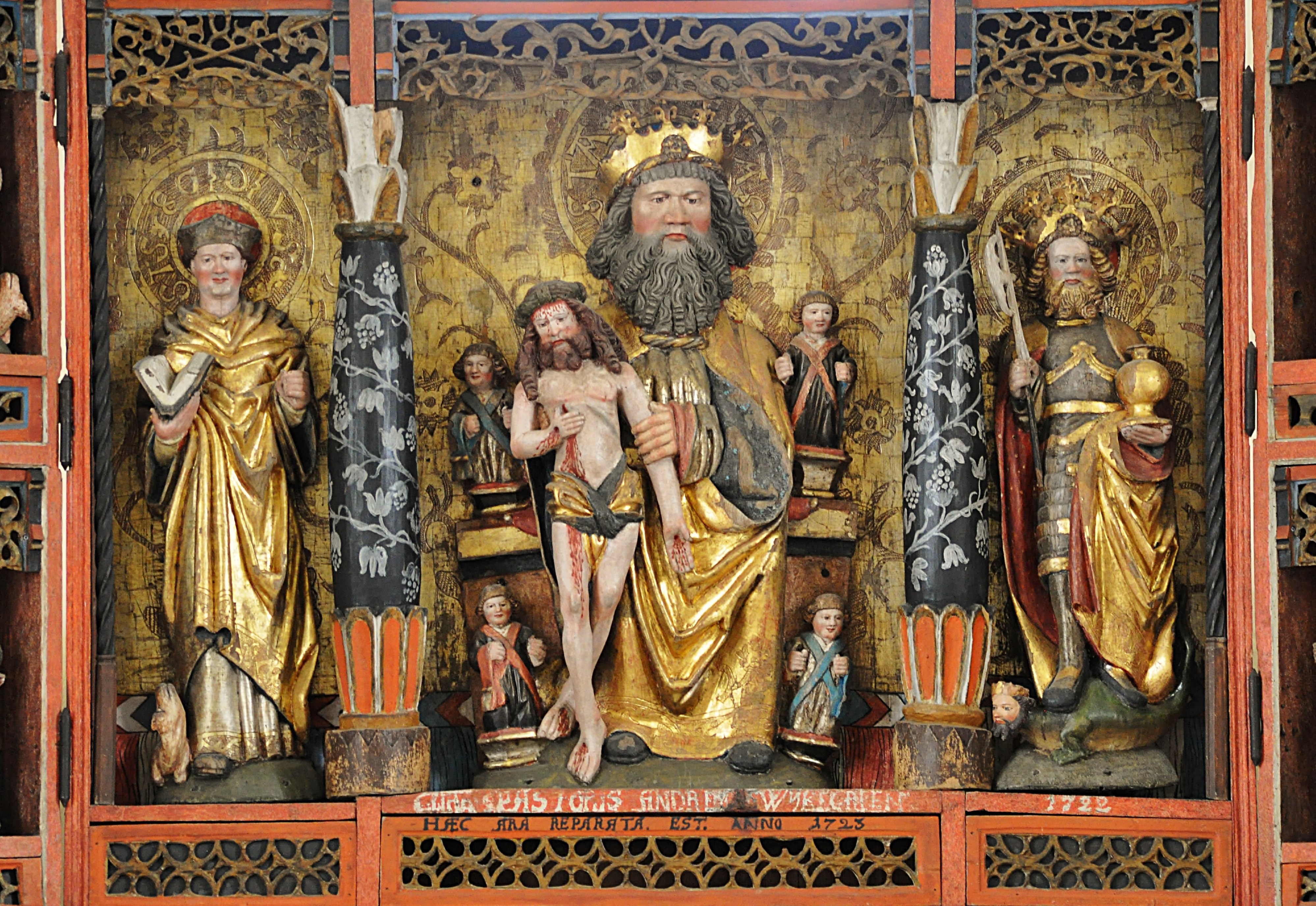
Altarskåpet.
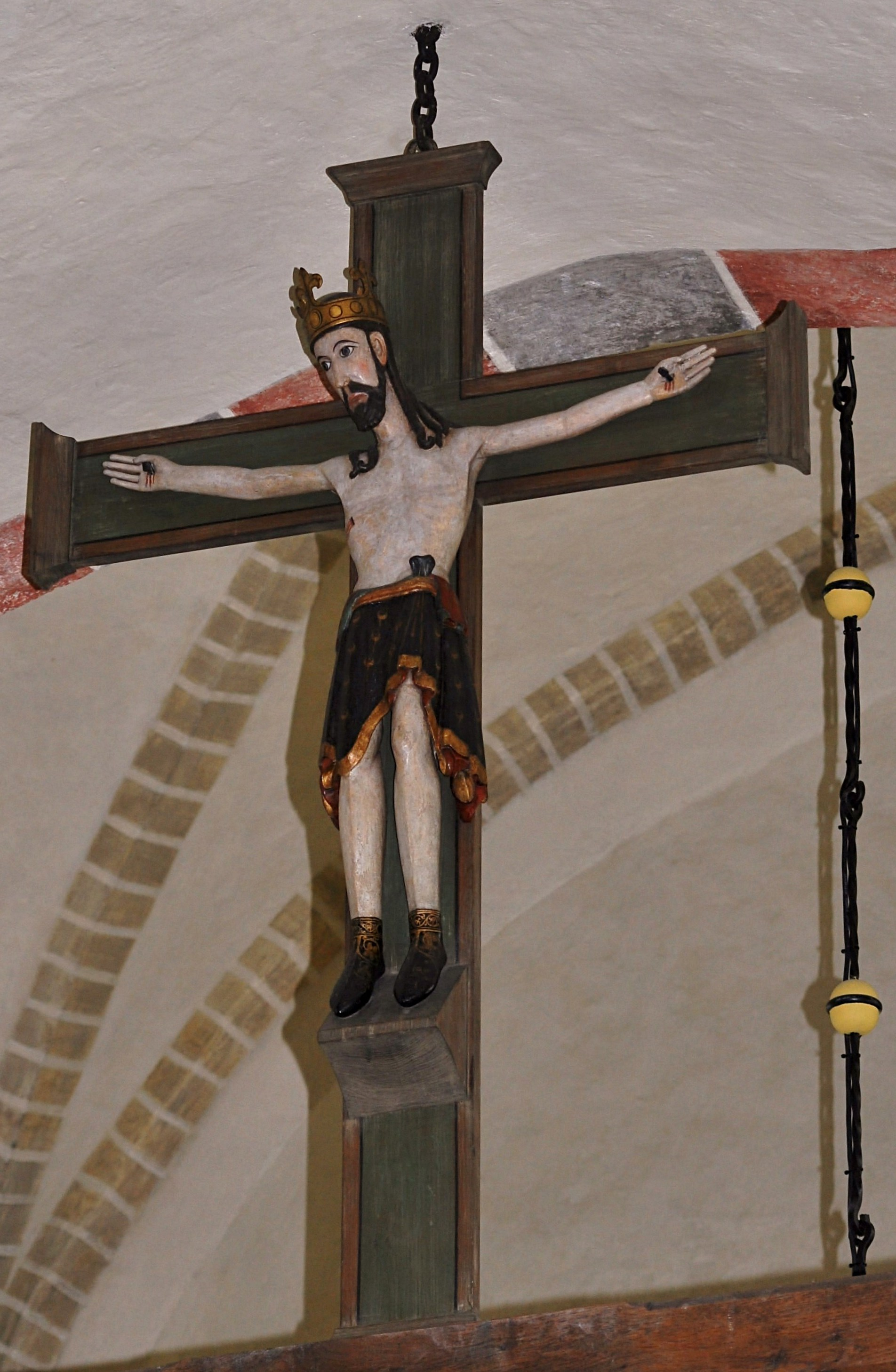
Triumkrucifixet.
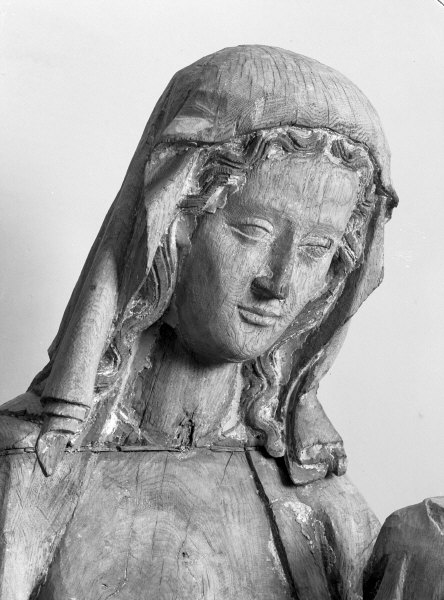
Madonnastaty från 1300-talet.
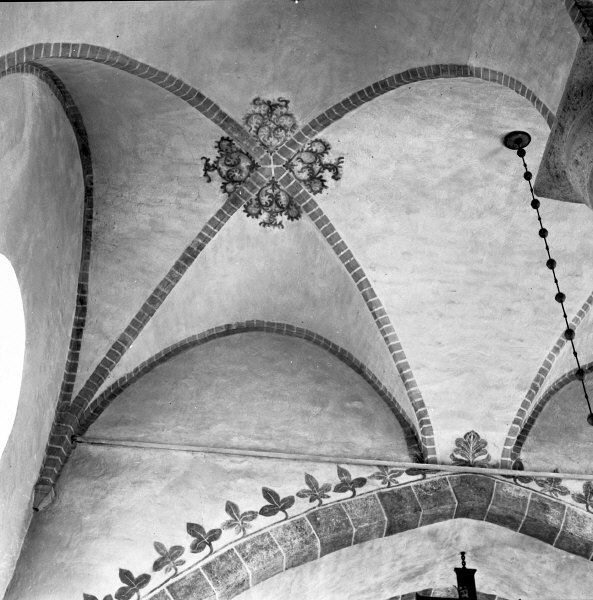
Valv med dekor.